# Нестерово (Коломенский район)
Нестерово — деревня в Коломенском районе Московской области, входит в Заруденское сельское поселение. Население — 31 чел. (2010). Расположена в восточной части района в 20 км к востоку от Коломны. Автобусное сообщение с Коломной. В деревне фермерское хозяйство "Светлячок". До образования Коломенского района входила в состав Маливской волости Егорьевского уезда Рязанской губернии.

## Население
| 2002 | 2006 | 2010 |
| ---- | ---- | ---- |
| 40   | ↘29  | ↗31  |